# Frankenau
Frankenau är en stad i Landkreis Waldeck-Frankenberg i Regierungsbezirk Kassel i förbundslandet Hessen i Tyskland.
Den tidigare kommunen Allendorf uppgick i Frankenau 1 februari 1971 följt av Louisendorf 31 december 1971 följt av Altenlotheim och Ellershausen 1 juli 1972 och slutligen Dainrode 1 januari 1974.